# Нијепор N.10
Нијепор N.10 (фр. Nieuport N.10) је француски једномоторни двокрилац који се користио као извиђач, ловац и авион за обуку. Авион је први пут полетео 1915. године.

Највећа брзина авиона при хоризонталном лету је износила 146 km/h.
Распон крила авиона је био 7,90 метара, а дужина трупа 7,00 метара. Празан авион је имао масу од 410 килограма. Нормална полетна маса износила је око 660 килограма. Био је наоружан једним митраљезом калибра 7,7 mm.

## Пројектовање и развој
У јануару 1914. године, дизајнер Густав Делаге придружио се фирми Société Anonyme des Etablissements Nieuport, и почео да ради на фамилији авиона који ће остати у производњи до краја Првог светског рата. Ниеупорт 10 је био први од тих авиона и првобитно је дизајниран да се такмичи у Гордон Бенет Тропи трци за 1914. годину. Због избијања Првог светског рата ово такмичење је отказано, а пројектовани авион је прерађен у војни извиђачки авион са два седишта, који је ступио у оперативну сужбу 1915. године.

## Технички опис
Нијепор 10 је двокрилни једноседи авион потпуно дрвене конструкције. Труп му је правоугаоног попречног пресека, предњи део пресвучен лимом, средњи део дрвеном лепенком а репни део трупа пресвучен платном. Био је опремљен ротативним мотором Le Rhone 9C снаге 59 kW. Носач мотора је био од заварених челичних цеви.
Крила су била дрвене конструкције пресвучена импрегнираним платном релативно танког профила. Крилца за управљање авионом су се налазила само на горњим крилима. Доње крило је било дупло уже и нешто краће од горњег крила. Крила су била поравната по задњој ивици а између себе су била повезана дрвеним упорницама у облику латиничног слова V. Затезачи су били од клавирске челичне жице. Крајеви крила су били скоро равно одсечени. Конструкција репних крила и вертикални стабилизатор су били направљени од дрвета пресвучени платном.
Стајни орган је био класичан фиксан са осовином а на репном делу се налазила еластична дрљача.

### Варијанте авиона Нијепор 10
Овде су побројане варијанте авиона Нијепор 10 које су се производиле.
- Нијепор Х.AV - извиђач/стрелац са седиштем у предњем и пилота у задњем делу.
- Нијепор Х.AR - пилот са седиштем у предњем и извиђач/стрелац на задњем седишту.
- Нијепор 10 А.2 - Двосед за извиђање (коркција ватре), модел као Ниеупорт X.AR.
- Нијепор 10 С.1 - једноседи ловац.
- Нијепор 10 Е.2 - Модел 10 А.2с са дуплим командама авион за обуку.

### Наоружање
| Наоружање авиона: Нијепор      |     |
| Ватрено (стрељачко) наоружање  |     |
| Топ                            |     |
| Митраљез                       |     |
| Број и ознака митраљеза        | 1   |
| Калибар                        | 7,7 |
| Бомбардерско наоружање (бомбе) |     |
| Ракетно наоружање (ракете)     |     |

## Корисници
| - Белгија - Бразил - Француска - Финска - Краљевина Италија - Јапан - Русија | - Краљевина Србија - САД - Украјина - Тајланд - Велика Британија - СССР |

## Оперативно коришћење
Нијепор 10 је био извиђачки авион уведен у наоружање у лето 1915. године. Најзаступљеније су биле две верзије овог авиона, једна уобичајена, са осматрачем на предњем месту у авиону испред пилота и друга са обрнутим распоредом посаде. У току јесени 1915. године највећи број ових авиона је прерађено у једноседе ловце са ознаком Нијепор 10 С1. Поред производње у Француској ови авиони су се још по лиценци производили у Русији, Британији и Италији. Укупно је произведено око 1.000 примерака ових авиона (свих типова). На Солунском фронту коришћени су углавном у саставу Њепорских ескадрила и у Ратној морнарици Велике Британије. Кад је био наоружан овај авион је имао један митраљез Левис калибра 7,7mm који је био постављен изнад горњег крила или код извиђача на другом седишту у авиону.

### Коришћење авиона Нијепор N.10 у Краљевини Србији
Српска авијатика је имала један авион Нијепор 10 А2 који је био означен бројем No 784, а у нашу историју је ушао тако што је 28. септембра 1916, са аеродрома у Грчкој, пут Топлице полетео са њим војвода Коста Миловановић Пећанац.
Авионом Нијепор 10 А2 пилотирао је Француз Рене Корнемон. Они нису слетели, како им је било наређено, на ратни аеродром код Косанчића близу Бојника, јер је Пећанац, као искусни четник, знао да ће и авион и они бити лак плен за окупаторску војску. Док су прелетали линију фронта, више од 40 граната испаљено је на авион, али га нису погодиле. Пећанац, који је знао тек покоју француску реч, споразумевао се са пилотом гестикулацијом. Успео је да покаже пилоту да наведе авион на Равне ливаде, близу села Меане, подно планине Радан, где су се спустили. Пошто су истоварили нешто опреме (где је било и 25 килограма експлозива), савезници су се братски изљубили, пилот је сео у авион, Пећанац је завртео елису и – Француз је наставио лет у Румунију. Ка том месту појурили су бугарски војници, али су четници, које је предводио наредник Радисав Тошић, стигли пре и прихватили војводу. Пећанац се после са војводом Костом Војиновићем ставио на чело Топличког устанка. Ускоро су ослобођени Куршумлија, Прокупље, Блаце, Лебане... Устанак је у крви угушен и овим крајевима је настао невиђени терор над цивилним становништвом, који се продужио и до средине 1918. године. Са овим авионом је погинуо 19. маја 1917. пилот наредник Александар Прокић студент права, враћајући се са обављеног задатка извиђања у непосредној близини аеродрома Вертеркопа на висини од 200 метара авион се из непознатих разлога стрмоглавио и однео у смрт младог пилота. А. Прокић је сахрањен на српском војничком гробљу у Зејтинлику где и данас почива.